# Brno-Horní Heršpice (nádraží)

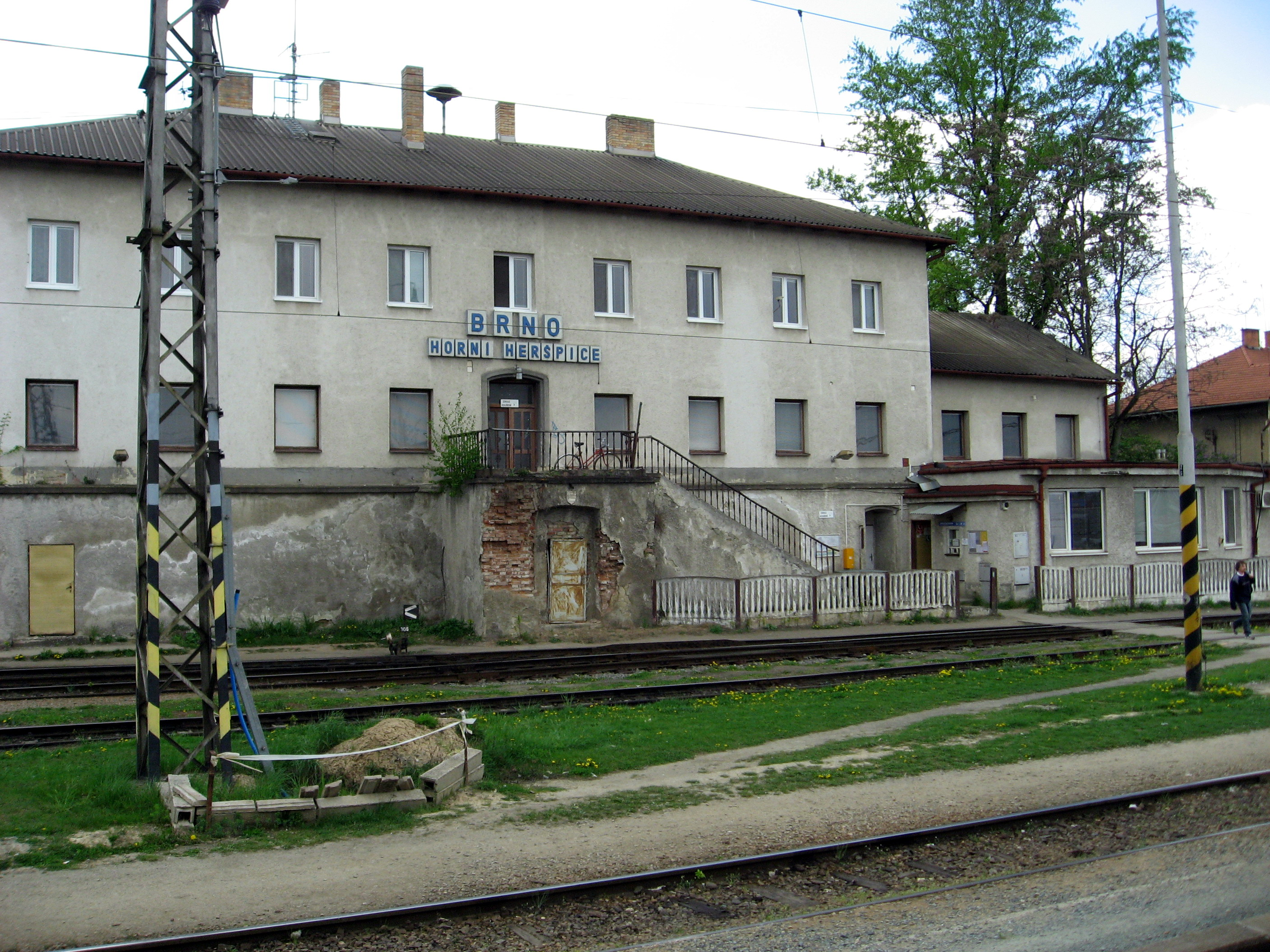
Výpravní budova stanice Brno-Horní Heršpice

Brno-Horní Heršpice je železniční stanice v Brně, v městské části Brno-jih, ve čtvrti Horní Heršpice. Původní název stanice byl Heršice Horní, pak se měnil postupně přes Heršpice Horní, Geršpice Horní, Jeršpice Horní, Heršpice Horní až na poslední Brno-Horní Heršpice (od roku 1953).
Nachází se na trati Břeclav–Brno, ze které odbočuje severovýchodním směrem nákladní průtah Brnem (přes stanici Brno dolní nádraží) a západním směrem dvoukolejná trať do Střelic, kde se dělí na větve směr Jihlava a směr Hrušovany nad Jevišovkou.
Na původní trati Severní dráhy císaře Ferdinanda (KFNB) z Břeclavi do Brna z roku 1839 se zde žádná dopravna nenacházela. Teprve v roce 1856, při zprovoznění Brněnsko-rosické dráhy (BRE), zde vznikl úrovňový přejezd tratí KFNB a BRE a na vlastní trati BRE výhybna. Ta byla roku 1868 odkoupena KFNB, která ji přestavěla, rozšířila a roce 1869 otevřela jako stanici.
Poblíž stanice se nachází také Středisko údržby Horní Heršpice.

## Výpravní budova
Výpravní budova původně měla být umístěna na východní straně kolejí jako větší strážní domek. Podle plánů Tomáše Nováka a dle požadavků KFNB v roce 1856 byla postavena na západní straně. V budově byly místnosti pro dozorčí personál, kanceláře a byty pro úředníky KFNB a BRE. Původní výpravní budova byla symetrická s postranními křídly a dvouramenným vnějším schodištěm (zachováno jako jednoramenné na drážní straně), které vyrovnávalo terénní nerovnost. V roce 1869 (v souvislosti s výstavbou Moravskoslezské dráhy) celou stavbu odkoupila KFNB a přestavěla. V sousedství výpravní budovy byla postavena výtopna, vodárenská věž a obytný dům. Původní romantizující architektonické prvky byly sneseny při opravách v šedesátých letech 20. století. Zachováno zůstalo jedno rameno schodiště s původním litinovým zábradlím a kamennou podezdívkou, kamenné obložení vstupních dveří.